# Notophthiracarus rotoitiensis
Notophthiracarus rotoitiensis är en kvalsterart som beskrevs av Wojciech Niedbała 2006. Notophthiracarus rotoitiensis ingår i släktet Notophthiracarus och familjen Phthiracaridae. Inga underarter finns listade i Catalogue of Life.